# 먼로 시빅 센터
먼로 시빅 센터(영어: Monroe Civic Center)은 미국 루이지애나주 먼로에 위치한 실내 경기장이다. 과거 ABA 뉴올리언스 버커니어스의 제2홈경기장으로사용했다.